# Jean Baptiste Antoine Suard
Jean-Baptiste-Antoine Suard (Besanzón, 15 de enero de 1732-París, 20 de julio de 1817) fue un escritor y crítico literario francés.

## Biografía
Hijo del secretario de la Universidad de Besanzón, Suard se trasladó a París con veinte años y fue admitido en el salón literario de Madame Geoffrin. En 1754 comienza a publicar reseñas literarias en el Journal étranger, donde también colaboran el Abbé Arnaud, el Abbé Prévost y el abogado Pierre-Jean-Baptiste Gerbier. Se mantendrá en esta publicación hasta 1764 con colaboraciones firmadas junto al Abbé Arnaud y después lo hará en la Gazette littéraire de l'Europe. A partir de 1762, escribirá en la Gazette de France, donde colaboraba el Abbé Arnaud hasta que perdió la confianza del duque de Choiseul en 1771. Suard obtuvo una pensión de 2500 libras gracias al aval de D'Alembert.
La elección de Suard como miembro de la Académie française en 1772 (ocupaba la plaza del fallecido Charles Pinot Duclos) fue anulada con el pretexto de haber sido colaborador de L'Encyclopédie, pese a no ser cierto. En realidad, se debía a la oposición del duque de Richelieu, opuesto a D'Alembert y a sus protegidos (como era Suard). Richelieu, con la ayuda de Madame du Barry convenció al rey Luis XV de que Suard no debía formar parte de la Academia y su elección quedó sin efecto.
Fue elegido de nuevo en 1774 y, en esta ocasión, Luis XV no sólo le ratifica como académico sino que le nombra censor de las obras de teatro, puesto que ocupa hasta 1790. Durante su ejercicio tuvo que juzgar Le Mariage de Figaro de Beaumarchais, obra que consideró muy audaz pero que permitió representar.
Cuando estalló la Revolución francesa, Suard colaboraba en el diario monárquico de los Indépendants, aunque no atacó frontalmente las ideas nuevas revolucionarias. Durante el Terror se retiró a las afueras de París. Condorcet acudió allí en busca de asilo, pero fue arrestado poco después al encontrar cerrada una puerta de salida hacia el campo que le habían asegurado que se encontraría abierta. Esta circunstancia dio lugar a interpretaciones diversas.
Durante el Directorio Suard escribió en la publicación monárquica Nouvelles politiques. Tras el 18 de Fructidor, se refugia en Coppet y después en Anspach. Regresa a Francia tras el 18 de Brumario y pasa a ser redactor del Publiciste, que se publicó hasta 1810. El 20 de febrero de 1803 fue nombrado secretario perpetuo de la Academia Francesa. Solicitó a las autoridades de la Restauración su antiguo puesto de censor de los teatros, pero solo consiguió el nombramiento de censor honorario. Se le atribuye una colaboración activa en la depuración que en aquellos momentos sufrieron los miembros del Institut de France.
Su mujer, Amélie Suard (de soltera, Amélie Panckoucke) era hermana del editor Charles-Joseph Panckoucke.

## Obras
Suard fue célebre por su talento en la conversación y por sus artículos de crítica literaria, no exentos de ironía y elegancia, aunque en este campo su reputación hoy en día está bastante mermada y apenas son leídos. Aparte de los periódicos citados en su biografía, colaboró también en los Archives littéraires de l'Europe y en el Journal de Paris.
- Lettre écrite de l'autre monde, par l'A.D.F. (el Abbé Desfontaines) à F. (Élie Fréron), 1754
- Lettres critiques, 1758 (escritas contra las Mémoires de Trévoux y el Journal des savants).
- Variétés littéraires ou recueils de pièces, tant originales que traduites (en colaboración con el Abbé Arnaud), 1768-1769, 4 vol.
- Discours impartial sur les affaires actuelles de la librairie, 1777
- Lettres de l'anonyme de Vaugirard sur Gluck et Piccinni, en faveur de ce dernier
- Mélanges de littérature, 1803-1805, 5 vol.
- De la liberté de la presse, 1814

## Traducciones
Suard tradujo numerosas obras del inglés. Editó un Choix des anciens Mercure (1757-1764, 108 vol.) y el volumen tercero de la Correspondencia de Melchior Grimm (1813, 5 vol.).